# Нтиара-Тури
Нтиара-Тури (фр. Ntiara Touri) — деревня в Чаде, расположенная на территории региона Канем. Входит в состав департамента Канем.

## География
Деревня находится в западной части Чада, к северо-востоку от озера Чад, на высоте 308 метров над уровнем моря.
Нтиара-Тури расположена на расстоянии приблизительно 187 километров к северо-северо-востоку (NNE) от столицы страны Нджамены. Ближайшие населённые пункты: Серифинга, Нтиара, Волири, Яури, Воти, Нгара, Твумбе.
Климат деревни характеризуется как аридный жаркий (BWh в классификации климатов Кёппена).

## Транспорт
Ближайший аэропорт расположен в городе Нгури.